# Grabenlose Rohrsanierung
Die grabenlose Rohrsanierung umfasst eine Vielzahl an Verfahren zum Erhalt der unterirdischen Infrastruktur von Ver- und Entsorgungsleitungen. Diese sind notwendig, um Altersschäden von Rohrleitungen und Abwasserkanälen zu beheben. Im Unterschied zur offenen Bauweise müssen bei geschlossenen Maßnahmen keine Straßen- oder Gehwege aufgebrochen werden. Dadurch entfallen Reparaturkosten für den Verschleiß an den Trennstellen. Ein weiterer Vorteil ist, dass keine neue Trasse und nur ein begrenzter Bauraum  unter der Oberfläche nötig sind. Anwohner werden bei der grabenlosen Sanierung weniger durch Lärm, Staub und Abgase belästigt, und auch die Störungen des Straßen- und Lieferverkehrs sind begrenzt. Ein weiterer ökologischer Pluspunkt ist, dass keine großen Bodenmassen ausgehoben werden müssen. So werden die Baumwurzeln geschont.

## Historische Entwicklung
Bereits Mitte der 1950er Jahre setzte in Deutschland die grabenlose Erneuerung von Rohrleitungen im Trinkwasser- und Gasbereich ein. Auf diese Weise wurde 1956 die Trinkwasserleitung von Wilhelmsburg saniert, die noch heute in Betrieb ist.
In den 1960ern experimentierten britische Ingenieure mit Verfahren, die Substanz erhaltend zur Kanalsanierung des über 165-jährigen Londoner Abwassernetzes eingesetzt werden konnten. 1971 gelang Eric Wood mit dem Schlauchlining eine Basisinnovation. Die Idee war, einen Kanal mit einem Kunstharz getränkten Schlauch auszukleiden, den man „in situ“ (lat. vor Ort) zu einem selbsttragenden Rohr aushärten kann. Einige Jahre später erhielt Woods Verfahren, das viele Nachfolger hervorbrachte, ein Patent.
Anfang der 1980er regte ein britisches Energieunternehmen (British Gas / heute: BG Group) eine Methode an, mit der nicht mehr funktionstüchtige Rohre grabenlos durch neue ersetzt werden können: das Berstlining. In den 1990er Jahren kam durch neue Techniken verstärkt der Bereich der Freispiegelleitungen hinzu.
In den letzten 30 Jahren wurden grabenlose Verfahrens- und Materialvarianten sukzessive weiterentwickelt. Zu den bekanntesten und am häufigsten angewandten Verfahren zählen neben dem Schlauchlining partielle Liner, das Rohrstranglining, das Berstlining, Close-Fit-Verfahren und das Pipe-Eating (Mikrotunnelbau).

## Verfahren

### Partielle Liner
Der partielle Liner, auch Kurzliner genannt, ist ein mit Reaktionsharz getränkter Glasfaser- oder Filzschlauch. Er wird exakt auf den Innendurchmesser des zu sanierenden Kanalabschnitts zugeschnitten. Das Material ist korrosionsbeständig und lässt sich mehrlagig einsetzen. Dadurch können unterschiedliche Wanddicken erreicht werden.
Ausschlaggebend für die statische Tragfähigkeit des Liners ist die Menge des Reaktionsharzes, mit der das Trägermaterial getränkt wird. Verwendet werden Epoxid-, Polyurethan- oder Organomineralharze. Der partielle Liner wird über vorhandene Öffnungen eingezogen. Dank zugeführter Druckluft legt sich der Schlauch fest an die Rohrleitung an. Innerhalb kurzer Zeit ist das Material ausgehärtet und damit fest mit dem alten Rohr verbunden.
Mit partiellen Linern können unter anderem Risse, undichte Muffen und Korrosionsschäden repariert werden.

### Rohrstranglining / Relining
Beim Rohrstranglining wird ein flexibler Rohrstrang über Baugruben in die alte Rohrleitung eingebracht. Der Strang besteht häufig aus Polyethylen oder Polypropylen und ist aus einem Stück oder der Länge nach kraftschlüssig verbunden. Seine Länge entspricht mindestens der Länge des zu sanierenden Rohrabschnitts. Der verbleibende Ringraum, ein Hohlraum zwischen neuem und altem Rohr, wird mindestens teilweise verdämmt.
Abhängig davon, welcher Biegeradius für die verwendeten Neurohre zulässig ist, kann der Rohrstrangliner in kleineren Dimensionen ohne Baugrube über bereits vorhandene Abwasserschächte eingebaut werden. Das Rohrstranglining wird vornehmlich zu Sanierungszwecken verwendet.
Für den letzten Teil von Versorgungsleitungen, dem Bereich Hausanschlussleitung und Hauseinführung, wird im Bereich der Gas- und Wasserversorgung häufig mit diesem Verfahren gearbeitet. Hierbei kommt die Sanierungskapsel zum Einsatz.

### Schlauchlining
Das Schlauchlining ist ein gängiges Verfahren zur grabenlosen Rohrsanierung. Hierbei wird ein Schlauch in das zu sanierende Rohr eingebracht. Der Schlauch kann anschließen auf verschiedene Arten ausgehärtet, mit dem Altrohr verklebt oder frei im Altrohr belassen werden.

#### Vor Ort härtendes Schlauchlining
Hierbei wird ein mit Kunstharz getränkter Kunststoffschlauch (Schlauchliner oder Inliner) in den Kanal eingebracht und anschließend zum neuen "Rohr im Rohr" thermisch- oder mit UV-Licht ausgehärtet. Der Anwendungsbereich erstreckt sich vom Freigefälleleitungen bis zu Druckrohrleitungen (Trinkwasser, Gas und Abwasser) und einem Rohrdimensionsbereich von DN 100 - 2.500 mm.
Innenbeschichtung
Die Innenbeschichtung wird hauptsächlich für Leitungen im Gebäude angewendet (Fallstränge, WC-Leitungen und Küchenabbläufe etc.). Bei diesem Verfahren wird das Flüssige Harz von innen an die alte Rohrwandung gesprüht bzw. geschleudert. Das Verfahren kann bei nahezu allen Werkmaterialien (PVC, Steinzeug, Beton, Gusseisen, GFK, PE, PP, Asbest etc.) angewendet werden, jedoch dürfen keine größeren    Löcher und Muffenversätze (Lücken) in den Leitungen vorhanden sein.
Sanierung von Abwasser-Rohr-Nennweiten ab 50 mm – 150 mm von Innen in bewohnten Wohnungen und Gebäuden sind möglich.

#### Lining mit eingezogenen Schläuchen
Ein flexibler Schlauch, bestehend in der Regel aus einer Außenschicht aus PE, einem Gewebekern aus Verstärkungsfasern (etwa Kevlar) und einer medienspezifischen Innenschicht, wird in das Altrohr eingezogen. Der Schlauch verbleibt anschließend im Altrohr, ohne mit diesem verklebt zu werden. Der Gewebekern nimmt den Innendruck auf, den Außendruck trägt weiterhin das Altrohr. Zwischen Altrohr und Schlauchliner verbleibt ein Ringraum.

### Berstlining
Dieses Verfahren bricht die alte Rohrleitung auf und verdrängt sie in den umgebenden Baugrund. Gleichzeitig wird ein neues Rohr gleicher oder größerer Nennweite eingezogen. Je nach Krafteinleitung unterscheidet man zwischen dem dynamischen und dem statischen Berstlining.
Beim dynamischen Berstlining unterstützt eine Seilwinde den Berst- und Einziehvorgang. Als Verdrängungskörper dient ein druckluftbetriebener Bersthammer. Die Rammenergie wird auf die Altrohrleitung übertragen, so dass diese aufgebrochen wird.
Beim statischen Berstlining findet die Krafteinleitung hydraulisch über ein Gestänge statt. Das leiterartig verbundene Gestänge zieht einen Berstkörper durch das alte Rohr, zerstört es und führt zugleich das neue Rohr ein.
Berstlining dient der grabenlosen Erneuerung von Gas-, Wasser- und Abwasserrohrleitungen. Es eignet sich für die Erneuerung von Altrohren aus Steinzeug, Asbestzement, Grauguss, Kunststoff oder unbewehrtem Beton sowie für Stahlrohrleitungen.

### Close-Fit-Verfahren
Der Begriff Close-Fit steht für eng anliegend, das heißt, es verbleibt ein minimaler oder gar kein Ringraum. Zum Einsatz kommt z. B. ein Compact Pipe-Rohr aus Polyethylen hoher Dichte (PE-HD), das verformt werden kann. In warmem Zustand wird das PE-HD-Rohr C-förmig gefaltet. Wieder abgekühlt wird es auf Rohrtrommeln gewickelt und auf die Baustelle transportiert. Der Rohrquerschnitt reduziert sich durch die Verformung um bis zu 30 Prozent, was das Einziehen in die zu sanierende Leitung erleichtert.
Nach dem Einzug in das Altrohr wird das neue Inliner-Rohr mit heißem Wasserdampf erwärmt. Die Wärme löst den Memory-Effekt aus, der das PE-HD-Rohr wieder in seine ursprünglich runde Form bringt. So schmiegt sich der Inliner von innen passgenau (close-fit) an das alte Rohr und verharrt dauerhaft in dieser Form. Mit dem Close-Fit-Verfahren können Leitungen und Kanäle renoviert werden.

### Pipe-Eating (Mikrotunnelbau)
Beim Pipe-Eating werden die alten Leitungen zunächst mit Mikrotunnelmaschinen überfahren. Anschließend werden die defekten Rohre mit speziellen Abbauwerkzeugen „aufgegessen“, d. h. abgefräst. Mit Vortriebsrohren wird in gleicher Trasse ein neuer Kanal gelegt, was den Einbau größerer Rohrquerschnitte ermöglicht. Die Mikrotunnelmaschinen bestehen aus Stahlgelenkschilden, die mit integrierten Hydraulikzylindern gelenkt werden. Sie lassen sich sehr präzise steuern, so dass eine genaue Rohrlage gewährleistet werden kann.
In der grabenlosen Rohrsanierung zählt das Pipe-Eating zu den Erneuerungsverfahren.

## Qualitätssicherung
Zur Qualitätskontrolle und Gütesicherung gibt es in Deutschland eine Vielzahl an Regelwerken und Merkblättern mit unterschiedlicher rechtlicher Bindungskraft. Einen Maßstab für tadelloses technisches Verhalten bilden die DIN-EN-Normen. Weitere wichtige Informationsquellen sind die Arbeits- und Merkblätter der ATV-DVWK (Abwassertechnische Vereinigung – Deutsche Vereinigung für Wasserwirtschaft, Abwasser und Abfall) sowie die Güte- und Prüfbestimmungen des Deutschen Instituts für Gütesicherung und Kennzeichnung e.V. Einen besonderen Stellenwert haben die Merkblätter des Rohrleitungssanierungsverbandes (RSV), der 1992 von den führenden deutschen Rohrsanierern als Verband zur Qualitätssicherung gegründet wurde.